# اچ‌دی ۱۰۳۰۷
اچ‌دی ۱۰۳۰۷ یک ستاره است که در صورت فلکی آندرومدا قرار دارد.